# Guillermo Arengo
Guillermo Eduardo Arengo (Buenos Aires, 3 de octubre de 1965) es un actor, dramaturgo, fotógrafo y videasta argentino.

## Actividad profesional

### Cine
| Año  | Película                                 | Personaje          | Dirección                  |
| ---- | ---------------------------------------- | ------------------ | -------------------------- |
| 2004 | Cómo pasan las horas                     | Juan               | Inés de Oliveira Cézar     |
| 2007 | El asaltante                             | Lic. Pablo Saravia | Pablo Fendrik              |
| 2007 | La mujer sin cabeza                      | Marcelo            | Lucrecia Martel            |
| 2007 | Las vidas posibles                       | Mc Enroe           | Sandra Gugliotta           |
| 2008 | La sangre brota                          | Marcelo            | Pablo Fendrik              |
| 2009 | Silencios                                | Padre Luis         | Mercedes García Guevara    |
| 2010 | Cerro Bayo                               | Eduardo            | Victoria Galardi           |
| 2011 | Vaquero                                  | Gordo              | Juan Minujín               |
| 2011 | La segunda muerte                        | Roca               | Santiago Fernández Calvete |
| 2013 | Séptimo                                  | Rubio              | Patxi Amezcua              |
| 2014 | Gato negro                               | Santillán          | Gastón Gallo               |
| 2015 | Sin hijos                                | José               | Ariel Winograd             |
| 2016 | Permitidos                               | Antonio Boecchi    | Ariel Winograd             |
| 2019 | Bruja                                    | Falsificador       | Marcelo Páez-Cubells       |
| 2020 | La muerte de un perro                    | Mario              | Matías Ganz                |
| 2021 | El prófugo                               | Maestro            | Natalia Meta               |
| 2022 | Más respeto que soy tu madre             | Zacarías           | Marcos Carnevale           |
| 2023 | La extorsión                             | Fernando           | Martino Zaidelis           |
| 2024 | El hombre que amaba los platos voladores | Dr. Domenech       | Diego Lerman               |
| 2025 | Mazel Tov                                | Damián             | Adrián Suar                |

### Televisión
| Año       | Título                               | Personaje         | Canal       |
| --------- | ------------------------------------ | ----------------- | ----------- |
| 2009      | Tratame bien                         | Hernán Chokaklian | El Trece    |
| 2010      | Para vestir santos                   | Bruno             | El Trece    |
| 2011-2012 | Herederos de una venganza            | Pedro Cortez      | El Trece    |
| 2012-2013 | Tiempos compulsivos                  | Gerardo Romero    | El Trece    |
| 2013-2014 | En terapia                           | Federico Montes   | TV Pública  |
| 2016      | Los ricos no piden permiso           | Osvaldo Rolón     | El Trece    |
| 2017      | Vida de película                     | Antonio           | TV Pública  |
| 2018      | Encerrados                           | Alberto Luqueti   | TV Pública  |
| 2019      | Argentina, tierra de amor y venganza | José Pablo Morel  | El Trece    |
| 2021      | Entre hombres                        | Monje             | HBO         |
| 2022      | María Marta, el crimen del country   | Guillermo Bártoli | HBO Max     |
| 2022      | Santa Evita                          | Emilio Kaufman    | Star+       |
| 2024      | Un león en el bosque                 | Gustavo           | Flow        |
| 2025      | Menem                                | Ariel Silverman   | Prime Video |
| 2025      | División Palermo                     | Sosa              | Netflix     |

### Premios y nominaciones
| Año  | Premiación            | Categoría  | Trabajo nominado | Resultado | Ref.  |
| ---- | --------------------- | ---------- | ---------------- | --------- | ----- |
| 2009 | Premios Martín Fierro | Revelación | Tratame bien     | Nominado  | [ 2 ] |